# Hansjakob Bertschinger

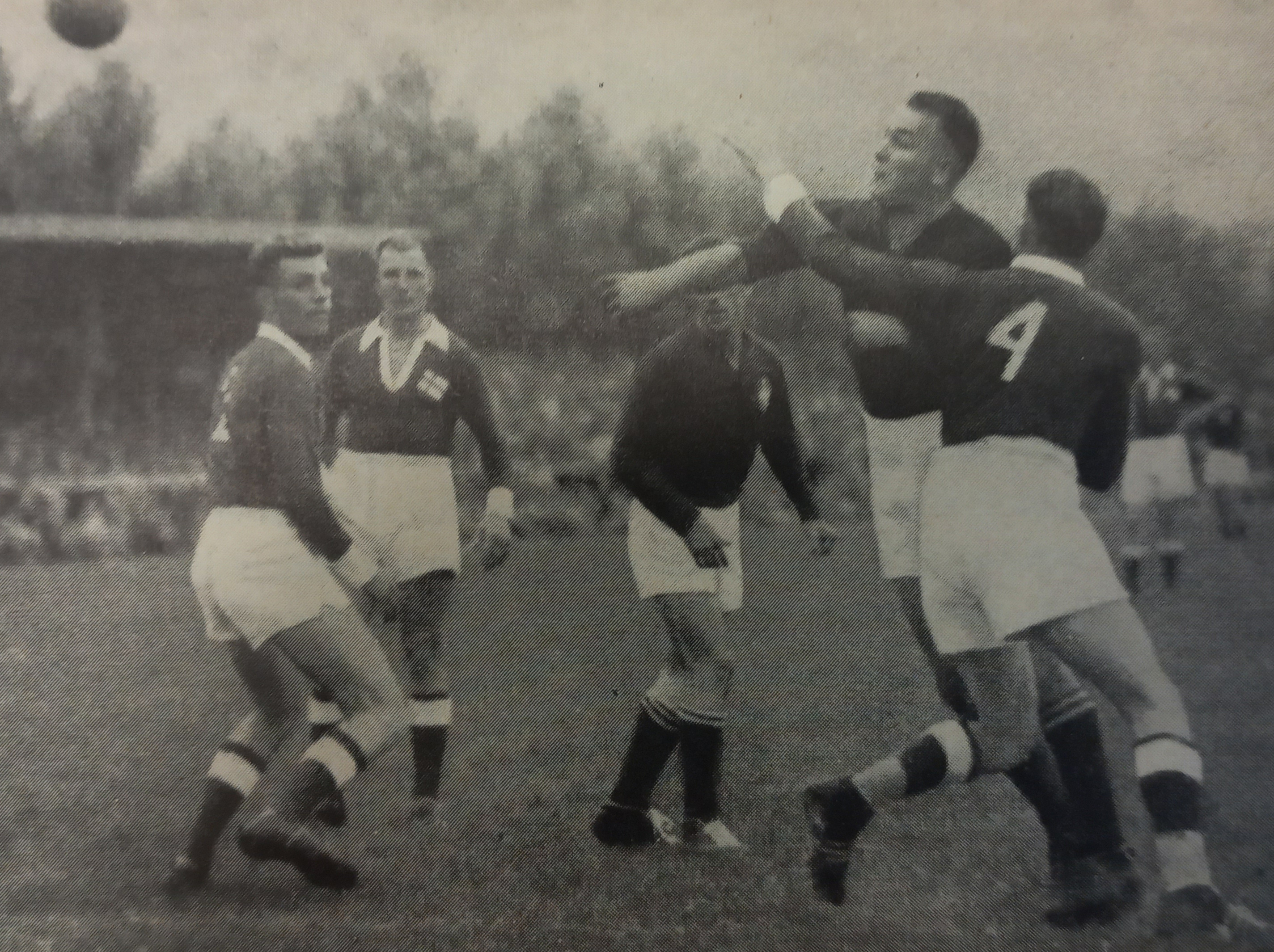
Hansjakob Bertschinger gegen Finnland

Hansjakob «Hajak» Bertschinger (* 9. Juni 1923 in Winterthur; † 9. Oktober 2001 ebenda) war ein Schweizer Feld- und Hallenhandballspieler.

## Clubs
Hansjakob Bertschinger wurde in Winterthur geboren und wuchs im Winterthurer Stadtteil Töss aus. Als Angehöriger der Winterthurer Pfadfinder, gehörte er gemäss Winterthurer Jahrbuch zu jenen, die die Handballgruppe ins Leben riefen und aus der später Pfadi Winterthur entstand. Das neu entstandene Handballteam mit Bertschi spielte schon bald in der höchsten Schweizer Liga, Bertschinger selbst amtete von 1946 bis 1948 zusätzlich als Spielertrainer.
Danach wechselte er zum Grasshopper Club Zürich, für die er im März 1950 das erste Mal auf dem Feld stand. Mehrmals gewann er die Meisterschaft mit dem Grasshopper Club Zürich. Im September 1958 wechselte er zur Polizei Winterthur in die 2. Liga. Er spielte bis mindestens Dezember 1960 für die Polizisten. 1963 war er Spielertrainer vom ATV Winterthur. Im Dezember 1963 kehrte er zu seinem Jugendklub Pfadi Winterthur als Trainer zurück. 1971 war er nach der Abgabe des Traineramts durch Edgar Leutenegger während der Vorrunde der NLB-Kleinfeldsaison 1971 zwischenzeitlich Interimstrainer des HC Rieters.
Er organisierte auch die Winterthurer Schülerhandballmeisterschaft. In der Saison 1981/82 war er Vizepräsident von Pfadi und zwischen 1982 und 1985 war er Präsident des Pfadi Winterthurs – in seine Amtszeit fiel dabei der letzte Ab- und Wiederaufstieg der Winterthurer aus der höchsten Liga. 1947 und 1985/86 bis 1988/89 war er Aktuar des Vereins.

## Nationalmannschaft
Da er in einem Trainingsspiel zwischen dem Pfadi Winterthurer und der Nationalmannschaft am 5. Oktober 1947 alle Tore für Pfadi schoss, wurde er als erster Pfadi-Spieler in die Nati berufen. Und spielte sein erstes Länderspiel am 12. Oktober 1947 gegen die österreichische Männer-Feldhandballnationalmannschaft. Die Schweiz gewann das Spiel mit 8 zu 5 Toren. Bertschinger steuerte dabei 3 Tore dazu.
Er nahm mit der Schweizer Nationalmannschaft an den Feldhandball-Weltmeisterschaften der Jahre 1948, 1952 und 1955 teil. Mit der Hallen-Nati nahm er an der Weltmeisterschaft 1954 teil.
In den Handballnationalmannschaften auf dem Feld und in der Halle kam er zu 40 Einsätzen und schoss dabei 86 Tore, wobei es zu dieser Zeit noch bedeutend weniger Länderspiele gab.

## Schiedsrichter
Ab Anfangs der 50er-Jahren war er Schiedsrichter. 1963 pfiff er die ersten internationalen Partien. Im April 1966 pfiff er das Europacupfinale (Heutzutage: Champions League). Bei der Feldhandball-Weltmeisterschaft der Männer 1966 leitete er das entscheidende Spiel zwischen der westdeutschen und der ostdeutschen Nationalmannschaft vor 10'000 Zuschauern in Linz. Ebenso war er Schiedsrichter bei den Olympischen Sommerspielen 1972. 50-jährig musste man ihn zum Rücktritt zwingen, da die Regeln dies verlangten.
In der Schweiz hatte er das Amt des Schiedsrichter-Chefs inne.

## Auszeichnungen
- Ehrenmitglied Schweizerischer Handball-Verband (1979)[20]
- Ehrenmitglied Pfadi Winterthur (1988)[21]

## Privates
Er arbeitete wie seine Schwestern als Primarlehrer. Das Primarlehrerpatent erhielt Bertschinger dazumal Wohnhaft in Fischenthal in 1946. Seine Schwägerin war mit seinem Mitspieler Otto Schwarz verheiratet.
Des Weiteren gehörte Bertschinger auch zur Jassrunde seines Pfadi-Handballmitspielers und späteren Jasspapst Göpf Egg in «Stöck–Wys–Stich», der ersten Jasssendung im Schweizer Fernsehen.

## Statistik
| Saison                                              | Mannschaft              | Rang                                        | Tore                  | R.                    |        |
| --------------------------------------------------- | ----------------------- | ------------------------------------------- | --------------------- | --------------------- | ------ |
| 1938 Städtische Meisterschaft                       | Pfadi Winterthur        | Meister                                     | Keine Zahlen vor 1948 | Keine Zahlen vor 1948 |        |
| 1939 Städtische Meisterschaft                       | Pfadi Winterthur        | Meister (Nur Vorrunde, Abbruch durch Krieg) | Keine Zahlen vor 1948 | Keine Zahlen vor 1948 |        |
| 1940 2. Spielklasse                                 | Pfadi Winterthur        | 3. Platz                                    | Keine Zahlen vor 1948 | Keine Zahlen vor 1948 |        |
| 1941 2. Spielklasse                                 | Pfadi Winterthur        | 2. Platz                                    | Keine Zahlen vor 1948 | Keine Zahlen vor 1948 |        |
| 1942 2. Spielklasse                                 | Pfadi Winterthur        | 2. Platz Gruppe Ost                         | Keine Zahlen vor 1948 | Keine Zahlen vor 1948 |        |
| 1943 2. Spielklasse                                 | Pfadi Winterthur        | 3. Platz Gruppe Ost                         | Keine Zahlen vor 1948 | Keine Zahlen vor 1948 |        |
| 1944 2. Spielklasse                                 | Pfadi Winterthur        | 2. Platz Gruppe Ost                         | Keine Zahlen vor 1948 | Keine Zahlen vor 1948 |        |
| 1945 2. Spielklasse                                 | Pfadi Winterthur        | Niederlage Regionalfinal                    | Keine Zahlen vor 1948 | Keine Zahlen vor 1948 |        |
| 1946 1. Liga                                        | Pfadi Winterthur        | Meister                                     | Keine Zahlen vor 1948 | Keine Zahlen vor 1948 |        |
| 1947 NL                                             | Pfadi Winterthur        | 5. Platz                                    | Keine Zahlen vor 1948 | Keine Zahlen vor 1948 |        |
| 1948 NL                                             | Pfadi Winterthur        | 4. Platz                                    | 61                    | 01.                   |        |
| 1949 NL                                             | Pfadi Winterthur        | 3. Platz                                    | 30                    | 06.                   | [ 25 ] |
| 1950 NL                                             | Grasshopper Club Zürich | Vizemeister                                 | 14                    | 0?                    | [ 26 ] |
| 1951 NL                                             | Grasshopper Club Zürich | Meister                                     | 46                    | 01.                   | [ 27 ] |
| 1952 NLA                                            | Grasshopper Club Zürich | Meister                                     | 49                    | 03.                   | [ 28 ] |
| 1953 NLA                                            | Grasshopper Club Zürich | Meister                                     | 53                    | 03.                   | [ 29 ] |
| 1954 NLA                                            | Grasshopper Club Zürich | Vizemeister                                 | 56                    | 04.                   | [ 30 ] |
| 1955 NLA                                            | Grasshopper Club Zürich | Meister                                     | 53                    | 01.                   | [ 31 ] |
| 1956 NLA                                            | Grasshopper Club Zürich | 3. Platz                                    | 59                    | 01.                   | [ 32 ] |
| 1957 NLA                                            | Grasshopper Club Zürich | Vizemeister                                 | 37                    | 0?                    | [ 33 ] |
| 1958 ?                                              | Grasshopper Club Zürich | ?                                           | 0?                    | 0?                    |        |
| 1958 2. Liga                                        | Polizei Winterthur      | ?                                           | 0?                    | 0?                    |        |
| 1959 ?                                              | Polizei Winterthur      | ?                                           | 0?                    | 0?                    |        |
| 1960 ?                                              | Polizei Winterthur      | ?                                           | 0?                    | 0?                    |        |
| 1961 ?                                              | Polizei oder ATV        | ?                                           | 0?                    | 0?                    |        |
| 1962 ?                                              | Polizei oder ATV        | ?                                           | 0?                    | 0?                    |        |
| 1963 ?                                              | ATV Winterthur          | ?                                           | 0?                    | 0?                    |        |
| Es ist nicht bekannt, wann er mit Handball aufhörte |                         |                                             |                       |                       |        |
| NLA                                                 | 1948–1957               |                                             | 458                   |                       |        |

Mit 458 Treffern in der Nationalliga A im Feldhandball war er zum Ende der Saison 1967 (1971 war die letzte Saison) vierter in der Ewigen-Torschützenliste seit 1948.